# Petit Cheval
Equuleus
Le Petit Cheval est une constellation de l’hémisphère nord, la plus petite de cet hémisphère. Seule la Croix du Sud dans l’hémisphère sud est moins étendue.

## Histoire et mythologie
Malgré sa taille et son absence d’étoile significative, le Petit Cheval est bien l’une des 48 constellations considérées par Ptolémée dans son « Almageste ».
La constellation représenterait — dans la mythologie grecque — Celeris, le frère de Pégase, qu’Hermès donna à Castor, ou Cyllarus qu’Héra confia à Pollux.

## Observation des étoiles

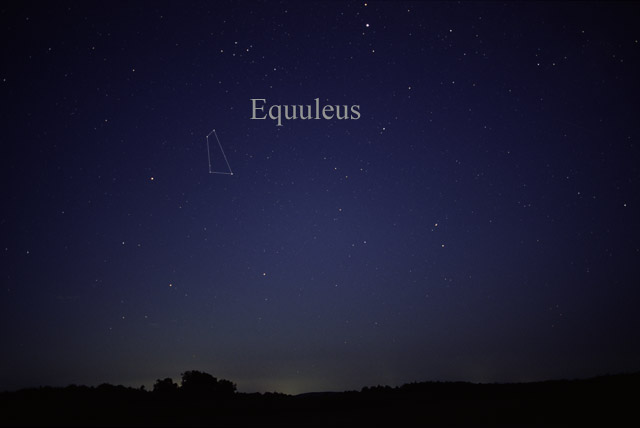
Constellation du Petit Cheval.

Visibilité nocturne de la constellation.

### Situation de la constellation
La constellation est faible, et est entourée de voisins peu visibles. Le repérage le plus simple consiste à partir du Dauphin (que l'on devine à la limite Nord de la figure), la constellation la plus facilement reconnaissable de la zone. Les étoiles du Petit Cheval sont à une dizaine de degrés au Sud-Est du Dauphin.
On peut la repérer à partir du Verseau : les deux étoiles γ et α Aqr, les deux plus brillantes de la "tête", pointe après ~15° sur α Equ (Kitalpha), au Sud du petit groupe.
Au nord du groupe, on peut repérer la petite paire d'étoiles δ Equ et γ Equ (respectivement à l'est et à l'ouest), par l'alignement qu'elles forment en pointant vers ε Peg, le pied de Pégase, situé ~7° plus à l'Est.
Le reste de la constellation est à peine visible et sans forme particulière.

## Étoiles principales

### Kitalpha (αEquulei)
Nommée Kitalpha (α Equ), l’étoile la plus brillante de la constellation du Petit Cheval, est une géante jaune d’une magnitude apparente de 3,92. C’est une étoile double : son compagnon, une étoile blanche, orbite à 0,7 ua de distance, en 99 jours.

### Autres étoiles
δ Equulei, de magnitude apparente 4,49, est également une étoile double. Ses deux composantes orbitent l’une autour de l’autre en 5,713 ans à la distance moyenne de 4,3 ua.

## Objets célestes
Du fait de sa taille et de sa situation dans un pan du ciel relativement peu lumineux, le Petit Cheval ne contient pas beaucoup d’objets célestes. Cependant, il contient les galaxies NGC 7015, NGC 7040, NGC 7045 et NGC 7046.